# Nyonga
Nyonga este o așezare situată în partea nord-vestică a Tanzaniei, în Regiunea Kagera.